# Столлмайер, Джон
Джон Майкл Столлмайер (англ. John Michael Stollmeyer; род. 25 октября 1962, Питтсбург, Пенсильвания) — американский футболист, опорный полузащитник. Выступал за сборную США. Участник чемпионата мира 1990 года.

## Биография

### Ранние годы и начало карьеры
Столлмайер — уроженец Питтсбурга, штат Пенсильвания. Учился в Старшей школе Томаса Джефферсона в Аннандейле, штат Виргиния. В 1981 году он был назван лучшим футболистом-любителем США.
В декабре 1980 года на драфте Североамериканской футбольной лиги Столлмайер был выбран в первом раунде под общим 11-м номером командой «Тампа-Бэй Раудис». Однако, он предпочёл принять предложение спортивной стипендии от Индианского университета в Блумингтоне, где с 1982 по 1985 годы играл за университетскую футбольную команду. Помог «Индиана Хузиерс» дважды выиграть чемпионат Национальной ассоциации студенческого спорта — в сезонах 1982 и 1983, а также дойти до финала чемпионата — в сезоне 1984. Был назван самым ценным игроком оборонительного плана NCAA в сезоне 1982. Был включён во вторую всеамериканскую символическую сборную в сезоне 1982 и в третью всеамериканскую символическую сборную в сезонах 1984 и 1985. Журнал Soccer America включил Столлмайера в символическую сборную десятилетия студенческого футбола 1980-х годов. В 1999 году Индианский университет включил Столлмайера в свой Зал спортивной славы.

### Клубная карьера
В 1986 году на драфте шоубольной лиги MISL Столлмайер был выбран в первом раунде под шестым номером командой «Кливленд Форс». По итогам сезона 1986/87 он был признан новичком года в MISL. Летом 1988 года команда «Кливленд Форс» прекратила существование.
В октябре 1988 года Столлмайер подписал контракт с Федерацией футбола США, которая собрала лучших игроков страны, стремясь обеспечить квалификацию сборной на чемпионат мира 1990 в Италии и подготовку к чемпионату мира 1994 в США.
В 1989 году Столлмайер присоединился к клубу Западного футбольного альянса «Аризона Кондорз». В 1990 году выступал в Американской профессиональной футбольной лиге: начав сезон в «Аризона Кондорз», завершил сезон в клубе «Вашингтон Старз», который в том же году был ликвидирован.

### Международная карьера
В составе сборной США до 20 лет Столлмайер принимал участие в молодёжном чемпионате мира 1981 в Австралии.
Также участвовал в летних Олимпийских играх 1988, Панамериканских играх 1983 и 1987, Всемирных Университетских играх 1987.
За сборную США Столлмайер сыграл 31 матч в 1986—1990 годах. Был включён в состав сборной на чемпионат мира 1990 в Италии. Сыграл на мундиале в двух матчах — в групповом этапе против Чехословакии и Италии.
| Статистика | Статистика       | Статистика                                          | Статистика         | Статистика        | Статистика | Статистика                                  |
| №          | Дата             | Место проведения                                    | Соперник           | Счёт              | Голы       | Соревнование                                |
| ---------- | ---------------- | --------------------------------------------------- | ------------------ | ----------------- | ---------- | ------------------------------------------- |
| 1          | 5 февраля 1986   | «Оранж Боул», Майами, США                           | Канада             | 0:0               | —          | Турнир Майами                               |
| 2          | 7 февраля 1986   | «Оранж Боул», Майами, США                           | Уругвай            | 1:1               | —          | Турнир Майами                               |
| —          | 9 августа 1987   | Индианаполис, США                                   | Тринидад и Тобаго  | 3:1               | —          | Панамериканские игры 1987                   |
| —          | 12 августа 1987  | Индианаполис, США                                   | Сальвадор          | 0:0               | —          | Панамериканские игры 1987                   |
| —          | 5 сентября 1987  | Фентон, США                                         | Тринидад и Тобаго  | 4:1               | 1          | Предолимпийский турнир КОНКАКАФ 1988        |
| —          | 20 сентября 1987 | «Куинс Парк Овал», Порт-оф-Спейн, Тринидад и Тобаго | Тринидад и Тобаго  | 1:0               | —          | Предолимпийский турнир КОНКАКАФ 1988        |
| 3          | 13 июля 1988     | «Ветеранс Мемориэл Стэдиум», Нью-Бритен, США        | Польша             | 0:2               | —          | Товарищеский матч                           |
| 4          | 24 июля 1988     | Национальный стадион, Кингстон, Ямайка              | Ямайка             | 0:0               | —          | Квалификация чемпионата наций КОНКАКАФ 1989 |
| —          | 20 сентября 1988 | «Пусан Кудок», Пусан, Республика Корея              | Республика Корея   | 0:0               | —          | Летние Олимпийские игры 1988                |
| —          | 22 сентября 1988 | Гражданский стадион, Тэгу, Республика Корея         | СССР               | 2:4               | —          | Летние Олимпийские игры 1988                |
| 5          | 16 апреля 1989   | «Рикардо Саприсса», Сан-Хосе, Коста-Рика            | Коста-Рика         | 0:1               | —          | Чемпионат наций КОНКАКАФ 1989               |
| 6          | 30 апреля 1989   | «Биг Арк Стэдиум», Сент-Луис, США                   | Коста-Рика         | 1:0               | —          | Чемпионат наций КОНКАКАФ 1989               |
| 7          | 13 мая 1989      | «Мёрдок Стэдиум», Торранс, США                      | Тринидад и Тобаго  | 1:1               | —          | Чемпионат наций КОНКАКАФ 1989               |
| 8          | 4 июня 1989      | «Джайентс Стэдиум», Ист-Ратерфорд, США              | Перу               | 3:0               | —          | Товарищеский матч                           |
| 9          | 17 июня 1989     | «Ветеранс Мемориэл Стэдиум», Нью-Бритен, США        | Гватемала          | 2:1               | —          | Чемпионат наций КОНКАКАФ 1989               |
| 10         | 24 июня 1989     | «Оранж Боул», Майами, США                           | Колумбия           | 0:1               | —          | Товарищеский матч                           |
| 11         | 13 августа 1989  | «Лос-Анджелес Мемориэл Колизеум», Лос-Анджелес, США | Республика Корея   | 1:2               | —          | Товарищеский матч                           |
| 12         | 17 сентября 1989 | Национальный стадион, Тегусигальпа, Гондурас        | Сальвадор          | 1:0               | —          | Чемпионат наций КОНКАКАФ 1989               |
| 13         | 8 октября 1989   | «Матео Флорес», Гватемала, Гватемала                | Гватемала          | 0:0               | —          | Чемпионат наций КОНКАКАФ 1989               |
| 14         | 5 ноября 1989    | «Биг Арк Стэдиум», Сент-Луис, США                   | Сальвадор          | 0:0               | —          | Чемпионат наций КОНКАКАФ 1989               |
| 15         | 14 ноября 1989   | Коко-Бич, США                                       | Бермудские Острова | 2:1               | —          | Товарищеский матч                           |
| 16         | 19 ноября 1989   | «Куинс Парк Овал», Порт-оф-Спейн, Тринидад и Тобаго | Тринидад и Тобаго  | 1:0               | —          | Чемпионат наций КОНКАКАФ 1989               |
| 17         | 4 февраля 1990   | «Оранж Боул», Майами, США                           | Колумбия           | 1:1 (8:9 по пен.) | —          | Турнир Майами                               |
| 18         | 13 февраля 1990  | Национальный стадион, Гамильтон, Бермудские Острова | Бермудские Острова | 1:0               | —          | Товарищеский матч                           |
| 19         | 24 февраля 1990  | «Стэнфорд Стэдиум», Пало-Алто, США                  | СССР               | 1:3               | —          | Товарищеский матч                           |
| 20         | 10 марта 1990    | Тампа, США                                          | Финляндия          | 2:1               | —          | Товарищеский матч                           |
| 21         | 20 марта 1990    | «Непштадион», Будапешт, Венгрия                     | Венгрия            | 0:2               | —          | Товарищеский матч                           |
| 22         | 28 марта 1990    | «Спортфорум», Восточный Берлин, ГДР                 | ГДР                | 2:3               | —          | Товарищеский матч                           |
| 23         | 8 апреля 1990    | «Биг Арк Стэдиум», Сент-Луис, США                   | Исландия           | 4:1               | —          | Товарищеский матч                           |
| 24         | 22 апреля 1990   | «Оранж Боул», Майами, США                           | Колумбия           | 0:1               | —          | Товарищеский матч                           |
| 25         | 5 мая 1990       | Пискатауэй, США                                     | Мальта             | 1:0               | —          | Товарищеский матч                           |
| 26         | 9 мая 1990       | «Парк Стэдиум», Херши, США                          | Польша             | 3:1               | —          | Товарищеский матч                           |
| 27         | 30 мая 1990      | Эшен, Лихтенштейн                                   | Лихтенштейн        | 4:1               | —          | Товарищеский матч                           |
| 28         | 2 июня 1990      | «Эспенмоос», Санкт-Галлен, Швейцария                | Швейцария          | 1:2               | —          | Товарищеский матч                           |
| 29         | 10 июня 1990     | «Стадио Комунале», Флоренция, Италия                | Чехословакия       | 1:5               | —          | Чемпионат мира 1990                         |
| 30         | 14 июня 1990     | «Стадио Олимпико», Рим, Италия                      | Италия             | 0:1               | —          | Чемпионат мира 1990                         |
| 31         | 28 июля 1990     | Милуоки, США                                        | ГДР (олимп.)       | 1:2               | —          | Товарищеский матч                           |

### Постспортивная деятельность
В 1990 году, завершив игровую карьеру вскоре после чемпионата мира, Столлмайер работал ассистентом главного тренера в футбольной команде Университета Нотр-Дам.
По состоянию на 2021 год, Столлмайер — вице-президент по инвестициям финансовой компании Raymond James в Индианаполисе.

## Достижения
Индивидуальные
- Новичок года в MISL: 1986/87